# Rasmus Andresen
Rasmus Andresen (ur. 20 lutego 1986 w Essen) – niemiecki polityk i samorządowiec, poseł do landtagu Szlezwika-Holsztynu, deputowany do Parlamentu Europejskiego IX i X kadencji.

## Życiorys
W 2005 zdał egzamin maturalny we Flensburgu, gdzie ukończył szkołę średnią dla mniejszości duńskiej w Niemczech. W 2009 uzyskał licencjat z administracji i komunikacji na Uniwersytecie w Roskilde. W trakcie studiów od 2008 pracował w duńskim parlamencie. W działalność polityczną zaangażował się w wieku kilkunastu lat, wstępując do niemieckich Zielonych oraz do duńskiej Socjalistycznej Partii Ludowej. Do 2014 pełnił różne funkcje w ramach młodzieżówek obu tych ugrupowań, był m.in. przewodniczącym Grüne Jugend na poziomie landu. W 2012 został członkiem federalnej rady partii w strukturze Zielonych. W 2013 po raz pierwszy wszedł w skład rady miejskiej Flensburga.
W 2009 został posłem do landtagu Szlezwika-Holsztynu, mandat deputowanego utrzymywał w 2012 i 2017. Od 2011 był wiceprzewodniczącym frakcji deputowanych swojego ugrupowania, po wyborach w 2017 został powołany na wiceprzewodniczącego parlamentu. W 2019 uzyskał mandat eurodeputowanego IX kadencji. Z powodzeniem ubiegał się o poselską reelekcję w 2024.
W 2021 objął patronat nad Igorem Bancerem, więźniem politycznym z Białorusi.